# Jean-Marc Jacques
Jean-Marc Jacques (13 november 1958) is een gewezen Belgische atleet, die zich had toegelegd op het polsstokhoogspringen. Hij werd eenmaal Belgisch kampioen.

## Biografie
Jacques nam in 1977 deel aan de Europese kampioenschappen voor junioren. Hij haalde in de finale de aanvangshoogte niet. In 1982 werd hij Belgisch kampioen.
Jacques was aangesloten bij Excelsior Sport Club.

## Belgische kampioenschappen
| Onderdeel        | Jaar |
| ---------------- | ---- |
| polsstokspringen | 1982 |

## Persoonlijke records
Outdoor
| Onderdeel        | Prestatie | Datum           | Plaats  |
| ---------------- | --------- | --------------- | ------- |
| polsstokspringen | 5,25 m    | 8 augustus 1982 | Brussel |

## Palmares
polsstokspringen
- 1977: finale EK U20 in Donetsk – NH (4,60 m in kwal.)
- 1981:  BK AC – 4,80 m
- 1982:  BK AC – 5,25 m

## Onderscheidingen
- 1983: Gouden Spike